# 거리 경주

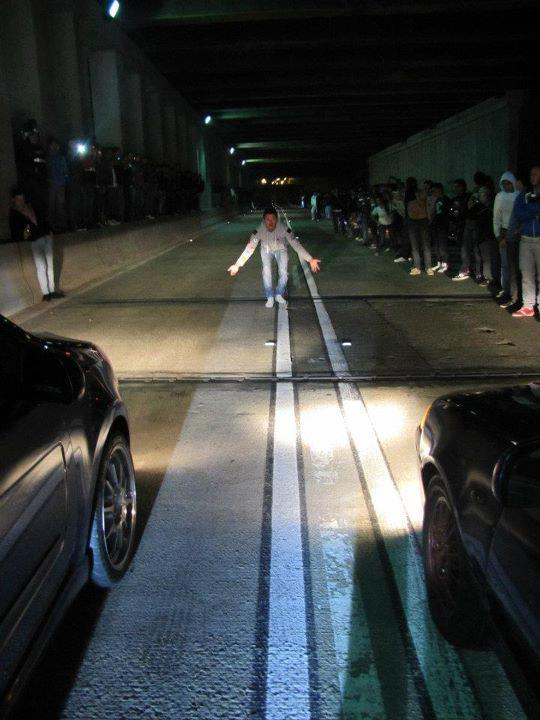

거리 경주는 폭주족의 일종으로 자동차나 모터사이클을 타면서 고속도로나 산악도로 등의 공도에서 불법으로 모터스포츠를 즐기는 행동이다. 젊은이에게 자동차가 보급된 나라나 지역이라면 거의 보편적으로 이루어지며, 그 문화는 크게 다르다. 거리 경주는 영어 스트리트 레이싱(en:Street racing)을 직역한 용어이며, 한국어로는 적절한 명칭은 공도쨉쨉이. 일본에서는 하시리야(ja:走り屋)로 불린다.

## 용어
아래는 거리 경주에 있어서 사용되고 있는 용어를 말한다.
가스
휘발유이며, 가솔린을 줄여 쓴 말이다. 구미에서는 일반적인 부르는 법이다.
코너
서킷에 있어서 호칭과 동일하게 커브를 코너라고 부른다. 코너를 주행하는 것을 "코너링" 이라고 한다.
다운힐
고개 주변에 있어서의 와인딩 로드의 아래를 가리킨다. 다운 힐러는 내림이 가장 자신있는 사람이나 그 종류.
힐 클라임
고개주변에 있어서의 와인딩 로드의 상행을 가리킨다. 힐 클라이머는 상행이 가장 자신있는 사람이나 그 종류. 기본적으로는 힐 클라임에서는 테크닉보다도 차의 힘만 있으면 어느정도 빠르게 보여버리므로 다운 힐이 가장 자신있다고 하고 있는 것이 많다.
이니셜D에서는 이 힐 클라임과 다운 힐을 맞춰서 받는 즉시 곧 지점에 파일론을 둔 복합 스테이지 등도 있다.
튠
엔진을 포함하는 차체에 손질을 가하는 것. 주행 성능이나 조작성의 향상 등을 목적으로 한다. "튜닝"으로 불린다.
갤러리
일본에서 쓰이는 용어로 고개의 옆이나 코너, 주차장, 고속도로 휴게소(일본에서 파킹 에어리어와 서비스 에어리어로 구분)에 출몰하는 구경꾼을 말한다. 스스로 달리는 사람도 있으면 여성도 있으며, 일본에서는 구경꾼이 위법행위를 통보하지 않으면 위법이다.
타임 어택
코스의 주행 시간을 단축시키는 도전이다. 혼자 운전하면서 타임을 헤아리는, 누군가가 골에서 헤아리는 등이다.
사일렌서
배기 소리를 작게 하는 소음기.

## 지역 및 나라별 거리 경주

### 네덜란드
=== 대한민국 ===여수경주

### 북미권(미국, 캐나다)
미국에서는 고개길이 적기 때문에 일본의 롤링족과 같이 산악도로에서 벌이는 거리 경주는 대부분 볼 수 없다. 공업지대나 교외의 직선도로를 사용한 드래그 레이스가 왕성해서, 모터사이클이라면 각 회사의 스포츠 타입의 모터사이클, 자동차라면 낡은 미국차나 일제 스포츠카가 널리 사용된다. 일제차량에서 GTO 등의 사륜구동차나 전륜구동차가 인기가 많다. 이중에는 차량 번호판이 달려 있지 않은 모터사이클이나 자동차로 드래그 레이스에 참석하는 사람도 있다.
이들도 서킷이 아닌 공도에서 행하여지면 위법행위인 것으로 변함은 없으며, 실제로 과거에도 경찰이 체포하고 있다.
여전히 과거에는 미국 대륙 횡단 레이스(캐논볼)라고 말해지는 비합법 공도 레이스가 행하여진 적도 있었지만 이것은 공개된 일대 이벤트와 같은 것으로서 행하여지기 때문에 일본의 비합법 레이스와는 상황이 다르다. 또 미국 대륙횡단 레이스는 반드시 자동차나 모터사이클로 행하여지는 것은 아니다.

### 오스트레일리아
오스트레일리아에서는 멜버른과 시드니에 많다. 오스트레일리아에서는 일본의 "하시리야"와 같은 단어로서 Hoon(복수형으로 Hoons)이라고 말하는 단어가 사용되고 있다. Hoon은 명사로뿐만 아니라 때로는 동사로 사용되는 경우도 있다.
1970년 이후, 멜버른에서는 정기적으로 공도에서 경쟁 이벤트가 행하여진 것도 있어 최근에서는 보다 많은 사람이 보다 안전하게 참가할 목적에서 경찰에도 신고서를 보낸 뒤에서 버젓하게 한 이벤트로 공도 레이스가 행하여진 것도 있다.
또 그 이외에도, 드래그 레이스가 복수차선이 있는 프리웨이(고속도로)에서 행하여지는 것이나, 일반도로에서 거리간 경쟁이 행하여지는 것도 있다.

### 중동권
주로 사우디아라비아에 많다.(소위 사우디 드리프트) 차종은 스포츠 타입보다도 캠리(주로 XV20 ~ 40계), 쏘나타(주로 EF ~ NF계)나 어코드(인스파이어) 등 세단형 승용차가 많다. 단독사고 뿐만 아니라 구경꾼을 말려들게 한 사고도 다발하고 있어, 인터넷 동영상 투고 사이트에서 공개된 동영상 중에서는 동승자가 차내에서 튀어나오는 충격적인 순간을 포착한 것도 있다. 또 석유와 관련하여 유복한 가정이 많아, 젊은이라도 최신의 페라리나 포르쉐 카레라 GT 등 대당 수억원에 판매되는 슈퍼카에서 사우디 드리프트를 즐기고 있는 동영상도 존재한다.

### 홍콩
홍콩에서는 일본이나 다른 아시아 제국에서 전해진 문화(부의 문화를 포함함)가 크다. 홍콩에서는 홍콩 경찰이 도로에 정원석(수십에서 수백kg이나 되는 콘크리트 블록)을 도로에 둔 다음 검거하는 등의 대책에 착수하고 있다.
이니셜 D와 같은 일본산 만화를 홍콩의 회사가 영화화하기도 하고, 홍콩은 다른 아시아 지역에서 보아도 소득이 높은 층이 많기 때문에 여흥과 같이 행하여지는 적이 많다.

## 관련 작품

### 영화
- 분노의 질주 시리즈
  - 분노의 질주(2001)
  - 패스트 & 퓨리어스 2(2003)
  - 패스트 & 퓨리어스: 도쿄 드리프트(2006)
  - 분노의 질주: 더 오리지널(2009)
  - 분노의 질주: 언리미티드(2011)

### 애니메이션
- 이니셜 D
- 완간 미드나이트

## 같이 보기
- 폭주족
- 개조차
- 튜닝카
- 드리프트 주행
- 드래그 레이스
- 사우디 드리프트